# 聖佩德羅德爾帕拉納
26°50′S 56°12′W / 26.833°S 56.200°W
聖佩德羅德爾帕拉納（西班牙語：San Pedro del Paraná），是巴拉圭的城鎮，位於該國東南部，由伊塔普阿省負責管轄，始建於1789年6月29日，距離亚松森360公里，面積1,421平方公里，人口34,742，人口密度每平方公里39.43人。